# Sawinskaja (rejon tarnoski)
Sawinskaja (ros. Савинская) – wieś w Rosji, w rejonie tarnoskim obwodu wołogodzkiego. W 2002 r. liczyła 6 mieszkańców, a w 2010 r. była niezamieszkana.